# テッポウエビ科
テッポウエビ科（テッポウエビか、学名：Alpheidae）は、エビの分類群の1つ。テッポウエビの他セジロムラサキエビ、ムラサキヤドリエビ、真社会性を持つユウレイツノテッポウエビなど、小型の底生エビを多数含む。

## 概説
熱帯域を中心に多数の種が知られる。全ての種類が海生で、汽水域、マングローブ、干潟、タイドプール、藻場、サンゴ礁など浅い海で種分化が進んだグループである。
成体の大きさはどれも数mm-数cmほどで、大型のテッポウエビは鋏を含めると10cmを超えるが、1-2cm程度の小型種の方が多い。
5対10本の歩脚のうち、前の2対が鉗脚に変化している。一番前の第一歩脚は太く発達し、左右で大きさや形が異なるものが多い。テッポウエビ属 Alpheus、ツノテッポウエビ属 Synalipheus など4属では大きな方の鋏をかち合わせ「パチン」という破裂音を出す行動が知られる。このときに生じるジェット水流(キャビテーションの原理を利用したもの)によって、巣穴への侵入者や同種他個体を威嚇したり、獲物を狙撃すると考えられる。また、セジロムラサキエビなどのムラサキエビ属 Athanas では、第一歩脚を内側へ二つ折りにし、「肘を前に突き出した」ような状態で行動する。第二歩脚は他の歩脚に比べても細長く、小さな餌をつかむ時などに用いられる。後ろ3対の歩脚にははさみがなく、専ら歩行に用いられるが、体や第一歩脚に比べて細くて平たく、あまり頑丈ではない。
体は太い円筒形で、目立つ棘や毛もなく滑らかである。触角は他のエビと同様に長いが、複眼や眼柄、額角はあまり発達せず退化傾向を示す。中には頭胸甲が複眼背面を覆い、視界が前方の狭い範囲のみに限定された種類もいる。

## 生態
成体は全ての種類が底生で、泳ぐ能力はなく、歩く能力すらもあまり高くない種類が多い。
移動能力や視力の弱さを補う生存の手段として、多くの種類で他の動物との共生が見られる。大型のテッポウエビ類の多くは砂泥に巣穴を掘り、ハゼ類と共生する。小型種には海綿、サンゴ、ウニ、ウミシダなどの体表や体内に生息するものが多い。特に共生しない種は岩石や砂礫、海藻（海草）、死サンゴの間など物陰に巧妙に潜み、姿を見ることは少ない。海綿に共生するツノテッポウエビ属のなかには、アリやハチと同様の真社会性を示すものもいる。
卵はメスが腹脚に抱えて保護する。孵化した幼生は他のエビ類と同様にプランクトンとして浮遊生活を送り、稚エビはそれぞれの種類に適した環境に定着する。なお、セジロムラサキエビなどでは雄性先熟の性転換が報告されている。

## 分類
"World Register of Marine Species"によれば、2015年時点で47属が知られる。多くの種類を含むテッポウエビ属などでは、類似種をまとめた「種群」が使用されることもある。特に小型種では未分類、未記載の種が相当数いるとみられる。
| - Acanthanas Anker, Poddoubtchenko et Jeng, 2006 - Alpheopsis Coutière, 1897 ヨリアイテッポウエビ属 - Alpheus Fabricius, 1798 テッポウエビ属 - テッポウエビ、オニテッポウエビ、ニシキテッポウエビ、イソテッポウエビ、テナガテッポウエビなど多数 - Amphibetaeus Coutière, 1897 - Arete Stimpson, 1860 ヤドリエビ属 - ムラサキヤドリエビ、クロヤドリエビなど - Aretopsis de Man, 1910 ヤドカリテッポウエビ属 - Athanas Leach, 1814 [in Leach, 1813-1814] ムラサキエビ属 - トゲテッポウエビ、セジロムラサキエビなど - Athanopsis Coutière, 1897 ムラサキエビモドキ属 - Automate de Man, 1888 オトヒメテッポウエビ属 - オトヒメテッポウエビ、キタノオトヒメテッポウエビなど - Bannereus Bruce, 1988 - Batella Holthuis, 1955 ツノテッポウエビモドキ（チャセンテッポウエビ）属 - Bermudacaris Anker et Iliffe, 2000 オトヒメテッポウエビモドキ属 - オトヒメテッポウエビモドキなど - Betaeopsis Yaldwyn, 1971 - Betaeus Dana, 1852 テッポウエビモドキ属 - テッポウエビモドキ、エクボテッポウエビモドキなど - Bruceopsis Anker, 2010 - Coronalpheus Wicksten, 1999 - Coutieralpheus Anker et Felder, 2005 - Deioneus Dworschak, Anker et Abed-Navandi, 2000 - Fenneralpheus Felder et Manning, 1986 - Harperalpheus Felder et Anker, 2007 - Jengalpheops Anker et Dworschak, 2007 - Leptalpheus Williams, 1965 - Leptathanas De Grave et Anker, 2008 - Leslibetaeus Anker, Poddoubtchenko et Wehrtmann, 2006 | - Metabetaeus Borradaile, 1899 オハグロテッポウエビ（ドウクツテッポウエビ）属 - Metalpheus Coutière, 1908 オカメテッポウエビ属 - Mohocaris Holthuis, 1973 - Nennalpheus Banner et Banner, 1981 オガミテッポウエビ属 - Notalpheus Méndez G. et Wicksten, 1982 - Orygmalpheus De Grave et Anker, 2000 - Parabetaeus Coutière, 1897 ヘンゲテッポウエビ属 - Pomagnathus Chace, 1937 - Potamalpheops Powell, 1979 - Prionalpheus Banner et Banner, 1960 フドウノテッポウエビ属 - Pseudalpheopsis Anker, 2007 - Pseudathanas Bruce, 1983 - Pterocaris Heller, 1862 - Racilius Paul'son, 1875 アザミサンゴテッポウエビ属 - Richalpheus Anker et Jeng, 2006 - Rugathanas Anker et Jeng, 2007 - Salmoneus Holthuis, 1955 ノコギリテッポウエビ属 - アナモリノコギリテッポウエビなど - Stenalpheops Miya, 1997 - Synalpheus Bate, 1888 ツノテッポウエビ属 - ツノテッポウエビ、ミドリツノテッポウエビ、サンゴツノテッポウエビ、コマチテッポウエビ、トゲトサカテッポウエビなど多数 - Thuylamea Nguyên, 2001 - Triacanthoneus Anker, 2010 - Vexillipar Chace, 1988 シンエンテッポウエビ属 - Yagerocaris Kensley, 1988 |

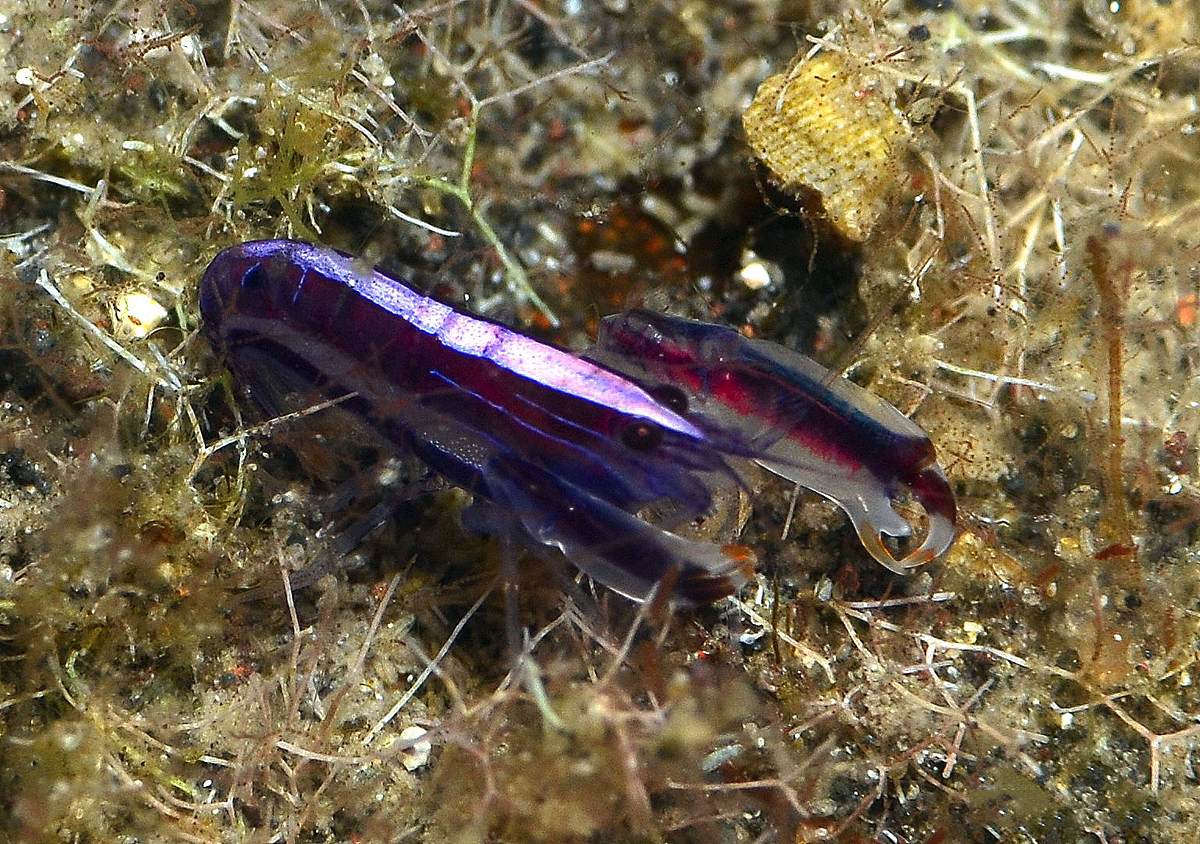
ツマキヤドリエビ Arete indicus
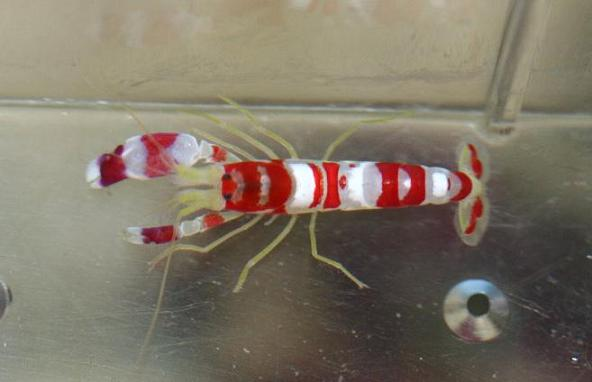
ランドールテッポウエビ Alpheus randalli
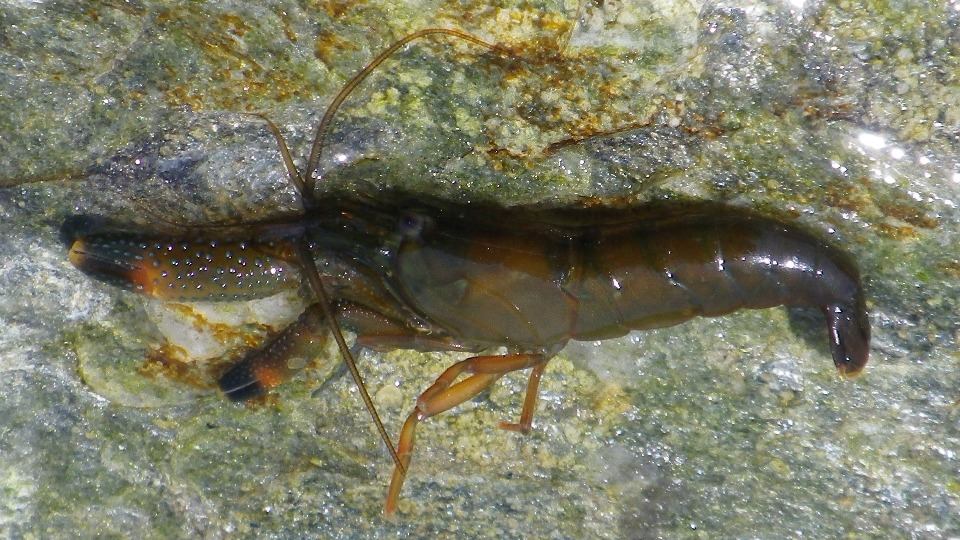
テッポウエビモドキ Betaeus granulimanus
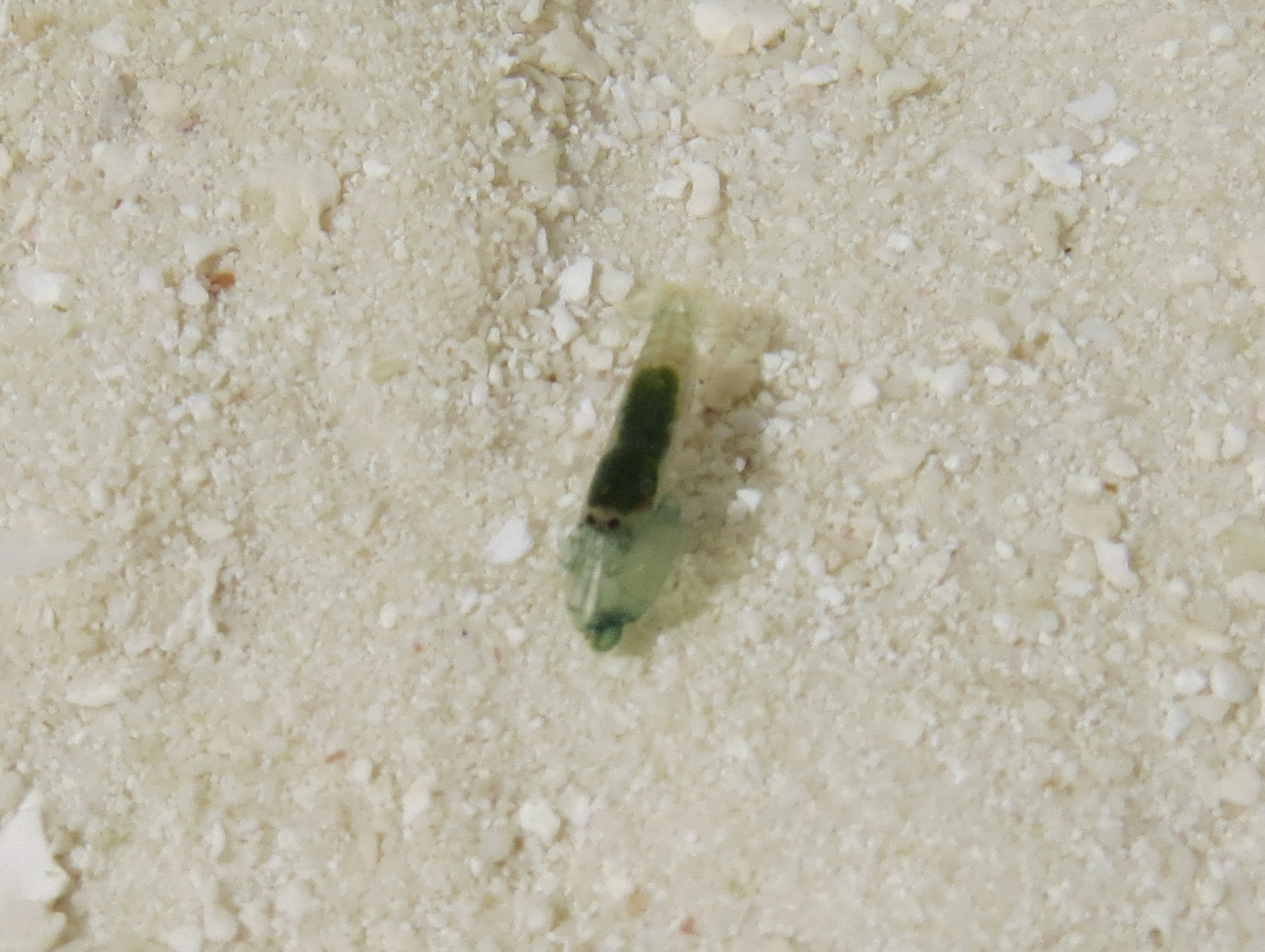
ミドリツノテッポウエビ Synalpheus tumidomanus